# Strobilanthes panichanga
Strobilanthes panichanga är en akantusväxtart som beskrevs av T. Anders.. Strobilanthes panichanga ingår i släktet Strobilanthes och familjen akantusväxter. Inga underarter finns listade i Catalogue of Life.